# بوفالو نيوز
بوفالو نيوز هي الصحيفة اليومية لمنطقة بوفالو نياجرا فولز الحضرية، وتقع في وسط مدينة بوفالو في نيويورك. كانت لعقود من الزمن الصحيفة الوحيدة المملوكة بالكامل لشركة بيركشير هاثاواي. وفي 29 يناير 2020، ذكرت الصحيفة أنها بيعت لشركة لي إنتيربريسيس.
تأسست في عام 1873 من قبل إدوارد هوبر باتلر، وكانت تصدر يوم الأحد أسبوعيًا. وفي 11 أكتوبر 1880، بدأت في نشر الطبعات اليومية أيضًا، وفي عام 1914، أصبحت انعكاسًا لوجودها الأصلي من خلال النشر من الاثنين إلى السبت، دون نشر يوم الأحد.حتى عام 1977 ظهرت نسختها الأسبوعية مساء السبت.

## وصلات خارجية
- الموقع الرسمي